# Козакчиоглу, Хайри
Хайри Козакчиоглу (тур. Hayri Kozakçıoğlu; 1938, Алашехир — 23 мая 2013, Сарыер) — турецкий политик.

## Биография
Родился в 1938 году в Алашехире. Отца звали Ахмет, мать Лютфие.
Начальное образование получил в родном городе. Затем окончил школу имени Ататюрка в Измире. В 1955—1959 годах учился в Анкарском университете.
После окончания университета работал в министерстве внутренних дел.
Позднее вступил в партию истинного пути и в 1995 году был избран от неё в парламент. Также занимал должность заместителя председателя партии. Переизбирался в парламент в 1999 году.
Рано 23 мая 2013 года Козакчиоглу был найден мёртвым в своём доме. Смерть наступила в результате огнестрельного ранения в левой стороне груди. Рядом с телом был найден пистолет. Согласно результатам расследования, Козакчиоглу покончил с собой. 25 мая 2013 года Козакчиоглу был похоронен на кладбище Зинджирликую.
Женился в 1959 году, жену звали Сабире. У них было две дочери (Фалка и Мерал) и сын (Ферхан).